# Lunax (DJ)
Lunax (* 27. März 2002 in Hamburg; bürgerlich: Ann-Jaqueline „AJ“ Fischer) ist eine deutsche Musikproduzentin und DJ.

## Werdegang
Fischer wurde in ihrer Jugend mehrfache Deutsche Kickbox-Meisterin. Zum aktiven Musikproduzieren kam sie durch Freunde, woraufhin sie erste eigene Demos an diverse Labels verschickte.
Am 13. März 2020 erschien ihre erste Single Take on the World zusammen mit dem Produzenten Tim Willgeroth alias TMW unter ihrem Künstlernamen Lunax über das Hamburger Dance-Label Beat Dealer Records. Nach ihrer ersten Veröffentlichung folgten unter demselben Label weitere Singles wie Wicked Game, Hold You oder Stuck in a Dream. Daraufhin wurde sie in das Management von Beat Dealer Records aufgenommen. Ebenfalls im Jahr 2020 erschien Stay Low zusammen mit Lanné über das Label Future House Cloud. In direktem Anschluss produzierte sie zusammen mit dem niederländischen Produzenten- & DJ-Duo Huts und der Sängerin Mary Jensen Safe & Sound. Von Februar bis April 2021 folgten drei weitere Singles mit der Hamburger Plattenfirma Kontor Records. Zur selben Zeit hat sie die dritte CD der Dance-Compilation Kontor Top of the Clubs Volume 89 zusammengestellt und gemixt. Diese erreichte Platz eins der deutschen Compilationcharts.
Mit Kontor Records hatte Lunax im März 2021 ihren ersten Live-Auftritt beim Kontor Jubiläum in Form eines Live-Streaming-Events. Von dieser Art Auftritt folgten fortan diverse Events bei Le Shuuk (Shuukland powered by World Club Dome) oder im 48-Stunden-Live-Stream von Justin Pollnik. Des Weiteren folgten auch regelmäßige DJ-Radioshows bei bigFM und Energy wie auch TV-DJ-Sets im Zuge der DJ Night Deluxe auf Deluxe Music. Im Mai 2021 veröffentlichte sie ihre Debüt-EP Slap House Party. Zudem veröffentlichte sie weitere Kollaborationen zusammen mit Künstlern wie MOTi, Marnik, Lizot oder Mike Candys. Ihr erster Auftritt vor Live-Publikum fand im Sommer 2021 beim „Summer Break Island 2021“ im Noa Beach Club in Zrće, Kroatien statt.

## Diskografie
Alben
- 2025: Forever Fighting (Beat Dealer Records)

EPs
- 2021: Slap House Party (Beat Dealer Records)

Singles (Auswahl)
- 2020: Hold You (mit Zombic)
- 2020: Stuck in a Dream (mit Cassidy Mackenzie)
- 2020: Safe & Sound (mit Huts & Mary Jensen)
- 2021: Million Years (Jerome Edit) (mit Huts & Jerome)
- 2021: Drunk in Love
- 2021: Bye Bye Bye (mit Marnik)
- 2021: Superhero (mit Lizot & Hyperclap)
- 2021: OMG (mit Maxim Schunk)
- 2022: Rooftop
- 2022: Rabbit Hole (mit Zana)
- 2022: I Like
- 2022: Stay (mit Blasterjaxx & Marnik)
- 2022: Satellites (mit Marc Blou)
- 2022: Let’s Call It Love (mit Mary Jensen)
- 2023: Blaues Eis (mit MEELA)
- 2023: Heaven in Your Eyes (mit Ely Oaks & Rebecca Helena)
- 2023: Out Of Orbit
- 2023: Where Do We Go
- 2024: ABC
- 2024: No Heroes (mit Luca Schreiner feat. ANY)

Remixes
- 2022: Laidback Luke & Gian Varela feat. Melfi – Ponme Loco (Lunax Remix)
- 2022: Flo Rida & 71Digits – Low (Lunax Remix)
- 2023: Scooter & Timmy Trumpet – For Those About to Rave (Lunax Remix)

Mixes
- 2021: Kontor Top of the Clubs Volume 89 (Kontor Records)
- 2022: Kontor Top of the Clubs Volume 94 (Kontor Records)